# Rio Cubatão do Sul
Le Rio Cubatão do Sul  également connu sous le nom de Rio Cubatão est un fleuve brésilien de l'État de Santa Catarina.
Il prend sa source dans la municipalité de Santo Amaro da Imperatriz avant de se jeter dans l'océan Atlantique sur le territoire de Palhoça.
D'une longueur de 62 km, il traverse les municipalités de Santo Amaro da Imperatriz, Águas Mornas, São Pedro de Alcântara et Palhoça.

## Géographie
Les sources de la rivière se trouvent dans le Serra do Tabuleiro State Park (en) , une région montagneuse située au sud-ouest de Florianópolis et couverte d'une forêt tropicale luxuriante. La rivière finit par former un bassin hydrographique du même nom, de plus grande étendue, qui revêt une importance stratégique car il alimente en eau potable plusieurs municipalités de la région connue sous le nom de Grand Florianópolis et se jette dans l'Atlantique au sud de la banlieue de Palhoça.

## Bassin du fleuve Cubatão do Sul
Le bassin baigné par le fleuve a une superficie de 738 kilomètres carrés, dont 342 kilomètres carrés se trouvent à l'intérieur du parc d'État de la Serra do Tabuleiro, une unité de conservation environnementale. À sa source, on trouve des roches sédimentaires peu résistantes, tandis que dans la majeure partie de son cours, on trouve des roches cristallines plus anciennes et  érodées.
La plupart des eaux qui alimentent les municipalités de Florianópolis, São José, Palhoça, Biguaçu et Santo Amaro da Imperatriz proviennent de ce bassin versant, principalement de la rivière  Pilões et de la rivière Cubatão do Sul.